# محوطه روستای چمتو
محوطه روستای چمتو مربوط به دوران‌های تاریخی پس از اسلام است و در شهرستان رودسر، بخش رحیم‌آباد، روستای چمتو واقع شده و این اثر در تاریخ ۱۱ مهر ۱۳۸۳ با شمارهٔ ثبت ۱۱۱۶۹ به‌عنوان یکی از آثار ملی ایران به ثبت رسیده‌است.